# Nyrma kervillea
Nyrma kervillea is een insect uit de familie van de Berothidae, die tot de orde netvleugeligen (Neuroptera) behoort. 
Nyrma kervillea is voor het eerst wetenschappelijk beschreven door Navás in 1933.